# Фрідріх Ріттер
Фрідріх Ріттер (нім. Friedrich Ritter; 9 травня 1898 — 9 квітня 1989) — німецький біолог, ботанік, дослідник кактусів.

## Біографія
Фрідріх Ріттер народився 9 травня 1898 року.
Він вивчав біологію, геологію та палеонтологію у Марбурзькому університеті.
У 1920 році Ріттер емігрував з батьками у Мексику. У Мексиці він працював у різних гірничодобувних компаніях. За цей час Ріттер почав більш інтенсивно займатися вивченням кактусів.
З 1930 року він здійснив ознайомчі поїздки у Перу, Болівію, Аргентину та Чилі. З 1972 та до кінця 1979 року Ріттер жив у Парагваї, а з кінця 1979 року — у Німеччині. Він вніс значний внесок у ботаніку, описавши багато видів насіннєвих рослин.
Фрідріх Ріттер помер 9 квітня 1989 року.

## Наукова діяльність
Фрідріх Ріттер спеціалізувався на насіннєвих рослинах.

## Наукові роботи
- Die von Curt Backeberg in «Descriptiones Cactacearum Novarum», veröffentlichen Diagnosen «neuer» peruanischer Kakteen nebst grundsätzlicher Erörterungen über taxonomische und nomenklatorische Fragen. 1958.
- 40 Jahre Abenteuerleben und die wilde Weisheit. Friedrich Ritter Selbstverlag, 1977.
- Kakteen in Südamerika. 4 Bände, Friedrich Ritter Selbstverlag, 1979—1981.

## Почесті
Рід рослин Ritterocereus Backeb.родини Кактусові був названий на його честь.
На його честь було також названо багато видів кактусів, наприклад: Aztekium ritteri, Espostoa ritteri, Gymnocalycium ritterianum, Lobivia ritteri, Oreocereus ritteri та Parodia ritteri.